# Lorenzo di Filippo Strozzi
Lorenzo Strozzi (Firenze, 13 luglio 1482 – 1549) è stato uno scrittore e politico italiano.

Lo stemma degli Strozzi

Lorenzo Strozzi era il fratello del celebre banchiere e condottiero Filippo Strozzi e appartenente alla famiglia Strozzi.

## Biografia[3][4]
Figlio di Filippo di Matteo Strozzi e Selvaggia Gianfigliazzi, si formò tra Firenze e Venezia, dove fu discepolo del Fonzio.
Nel 1491, ancora bambino, recitò in un dramma del Magnifico, La sacra rappresentazione dei santi Giovanni e Paolo.
Nel 1503 sposò Lucrezia (1484-1527), figlia di Bernardo Rucellai e Nannina de' Medici, e da lei ebbe quattro figli: Giovan Battista (12 marzo 1505-17 dicembre 1571), rinomato poeta e genero di Bindo Altoviti, Niccolò, Palla (1514-1544) e Selvaggia.
Condivise per alcuni anni l'attività bancaria del fratello, che fu, durante il papato di Leone X, uno dei principali finanzieri della corte pontificia.
Lorenzo - che pure era di simpatie repubblicane e  forse fu anche sostenitore di Savonarola - non amava il Soderini. Il gonfaloniere aveva cercato di impedire il vantaggioso matrimonio del fratello Filippo con Clarice de'Medici. Durante il regime repubblicano non assunse incarichi di governo.
Nell’Ultima Repubblica fu tra gli ottimati incaricati di trattare la resa della città.
Nel nuovo e definitivo regime mediceo non trovò spazio e trascorse il resto della vita in campagna, lontano dalla politica cittadina.
Fece testamento il 23 ottobre 1549 e morì poco dopo.

## Opere
Lorenzo scrisse molto, ma non pubblicò nulla, nonostante la sua ricchezza e il rapporto privilegiato con i maggiori stampatori dell'epoca, i Giunti. Tra le sue opere, la maggior parte delle quali tuttora inedite, si ricordano alcuni testi teatrali, la Commedia in versi, La Pisana, La Violante, e le biografie dei suoi famigliari illustri, specialmente quella del padre.

## Il rapporto con Machiavelli
Lorenzo ebbe contatti prolungati con Machiavelli. I due si conobbero probabilmente nell'ambiente filo-repubblicano degli Orti Oricellari e, condividendo l'interesse per il teatro profano, genere che nasceva proprio in quegli anni, lavorarono insieme alla messa in scena di alcuni spettacoli. A Lorenzo si deve il reintegro del segretario fiorentino nella vita politica della città, dopo la cacciata del 1512; come ringraziamento Machiavelli dedicò allo Strozzi l'Arte della guerra.Vista la grande differenza sociale, è probabile che il rapporto tra i due fosse di patronato più che di amicizia, dunque Machiavelli potrebbe aver lavorato come copista per Lorenzo, di qui l'incertezza sull'attribuzione di due opere, la Pistola fatta per la peste e la Commedia in versi, comunemente considerate dello Strozzi, ma che alcuni vorrebbero di paternità machiavelliana.